# Ilse Hannes-Schmidt
Ilse Hannes-Schmidt (* 14. Juni 1916 in Swinemünde; † 12. August 2006 in Frankfurt am Main) war eine deutsche Erzieherin und Künstlerin.

## Leben
Ilse Hannes wuchs in Swinemünde auf und absolvierte von 1933 bis 1936 zunächst eine Ausbildung als Kindergärtnerin in Berlin. Während des Zweiten Weltkriegs war sie als Nachrichtenhelferin der Wehrmacht vor allem in Norwegen eingesetzt. Hier lernte sie den Künstler Karl Walter Schmidt aus Frankfurt am Main kennen, unter dessen Einfluss sie sich der bildenden Kunst zuwandte und dem sie nach Kriegsende nach Frankfurt am Main folgte. Es kam zu einem kurzen Studienaufenthalt an der Werkakademie Kassel (heute Kunsthochschule Kassel) 1951/52, zum Besuch von Lehrgängen bei Johannes Itten sowie nach einem längeren Studienaufenthalt im Tessin 1961 bis 1963 zu einer Ausbildung im Atelier 17 bei Stanley William Hayter in Paris 1963/64. Zwischenzeitlich war Hannes-Schmidt immer wieder als Kunsterzieherin an verschiedenen höheren Schulen in Nordhessen und in Frankfurt tätig. 1984 heiratete sie Karl Walter Schmidt. Sie ist die Schwester des Physikers und Historikers Hellmut Hannes.

## Werkentwicklung
Ilse Hannes-Schmidt kam kriegsbedingt vergleichsweise spät zur Kunst, jedoch konnte sie ihr Œuvre bis unmittelbar zu ihrem Tod über den langen Zeitraum von 60 Jahren hinweg kontinuierlich entwickeln. Sie fertigte Zeichnungen, Aquarelle, Ölgemälde und (ausgehend von der Scherenschnitttechnik ihrer Frühzeit) Collagen an. Bei ihrem Studienaufenthalt in Paris erlernte sie die Technik der Radierung. Ihr Werk ist charakterisiert durch eher kleine Formate bei großer technischer und stilistischer Vielfalt. Sie entfaltete sowohl die Farbe wie auch grafische Strukturen; sie arbeitete abstrakt sowie, vor allem in ihren Zeichnungen, immer wieder auch mit gegenständlichen Elementen. In ihren Werken bearbeitete sie zum einen Natur- und Reiseeindrücke und reflektierte zum anderen auch die schwierigen Phasen der jüngeren deutschen Geschichte, deren Zeitzeugin sie geworden war. Von besonderem Interesse sind ihre Collagen, in denen sie weggeworfene Gegenstände als Fundstücke aufgriff und zu kunstvollen, teilweise außerordentlich sublimen Ensembles von hoher poetischer Kraft arrangierte.
Einige Arbeiten befinden sich in der Neuen Galerie in Kassel, der größte Teil ihres Werkes ist in Privatbesitz. Seit 1946 war sie auf Gruppen- und Einzelausstellungen im In- und Ausland präsent. Retrospektiven mit Katalog fanden 1992 und 2006 in Frankfurt am Main statt (siehe Literatur).

## Ilse Hannes-Gesellschaft, Frankfurt am Main
An ihrem 89. Geburtstag, dem 14. Juni 2005, rief Ilse Hannes gemeinsam mit Freunden den „Verein zur Förderung der Kunst und des Werkes von Ilse Hannes e. V.“ (kurz Ilse Hannes-Gesellschaft) in Frankfurt am Main ins Leben. Diese Institution setzte sie als Erben ihres künstlerischen Werkes ein. Der als gemeinnützig anerkannte Verein hat mehr als sechzig Mitglieder. Bestimmungsgemäß verkauft er die Werke von Ilse Hannes und betreibt von den Erträgen und den Mitgliedsbeiträgen im Rahmen seiner Möglichkeiten Kunstförderung. Zu diesem Zweck vergibt er alljährlich im Juni den Ilse Hannes-Kunstpreis an bildende Künstler. Die Preissumme beträgt 3.000 € und ist mit der Ausrichtung einer Ausstellung im klassizistischen Nebbienschen Gartenhaus in den Parkanlagen am Rand der Frankfurter Innenstadt verbunden. Profitieren sollen von dieser Förderung ältere Künstler und Künstlerinnen, die bereits ein ausgereiftes Werk vorgelegt haben, ohne (wie etwa Professoren an der Kunstakademie) materiell gut abgesichert zu sein.
Bisherige Träger des Ilse Hannes-Kunstpreises sind:
- 2007: Frank Grüttner
- 2008: Joao Malheiro
- 2009: Klaus Gajus Gorsler
- 2010: Peter Engel
- 2011: Alexander Beck
- 2012: Martina Kügler
- 2013: Holger Herrmann
- 2014: Barbara Fahrner
- 2015: Ann Reder
- 2016: Nicole Van den Plas
- 2017: Dorothee Rocke
- 2018: Andrea Wolf, für ihr malerisches Werk
- 2019: Birgit Luxenburger
- 2020: Inge Werth
- 2021: Eckhard Gehrmann
- 2022: Manfred Glöckler
- 2023: Michael Kolod
- 2024: Suzanne und Albrecht Wild (Künstlerehepaar mit je eigenem Werk)
- 2025 Bernd Fischer